# فيتور هوغو (لاعب كرة قدم)
فيتور هوغو هو لاعب كرة الصالات ‏ ولاعب كرة قدم برتغالي، ولد في 20 مايو 1984 في لشبونة في البرتغال. شارك مع منتخب البرتغال لكرة الصالات. أما مع النوادي، فقد لعب مع S.L. Benfica ‏.